# Чорна Діва (гора)
Гора Чорної Діви (в'єт. Núi Bà Đen, англ. Black Virgin Mountain — гора Чорної Діви) — гора у провінції Тейнінь, В'єтнам.

## Географія
Гора має висоту 996 метрів. За походженням це згаслий вулкан. За формою вона нагадує майже ідеальний конус. Гора містить багато базальтових печер.

## Історія
З горою Чорної Діви пов'язаний в'єтнамський міф про жіноче божество Ба Ден (в'єт. Bà Đen). Вона закохалася у солдата, а потім через зраду — покінчила самогубством на цій горі.
Під час Війні у В'єтнамі через територію навколо гори пролягала «стежка Хо Ши Міна», оскільки вона розташована біля Камбоджійського кордону. Дельта Меконгу має переважно рівнинний ландшафт, тому гора має стратегічне значення для військових. У 1964 американці встановили радіолокаційну базу на вершині. У 1968 році біля гори відбулася Новорічна битва 1968 року, як згодом була інсценована в оскароносному фільмі «Взвод» Олівера Стоуна. Партизани В'єтконгу створили мережу тунелів та схованок у горі. У цих схованках навіть утримували американських полонених, наприклад, полковника Дональда Кука.

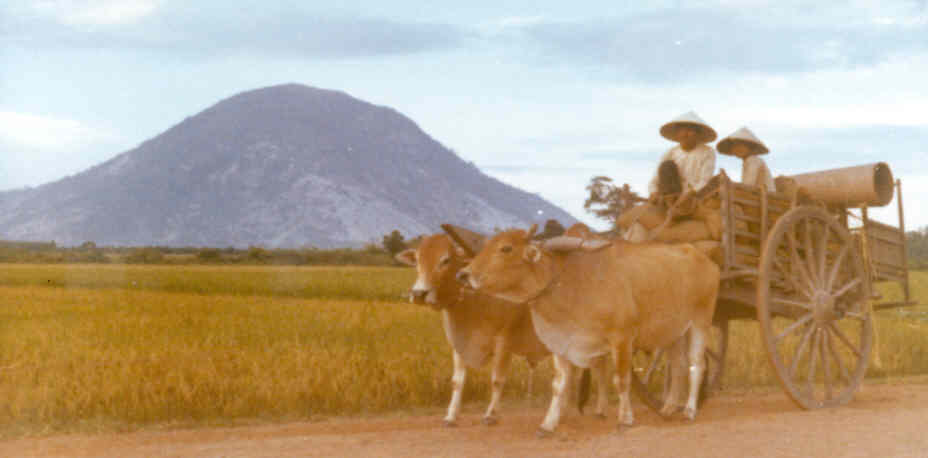
В'єтнамська листівка з горою

## Туристичні принади
Туристів приваблюють храми-пагоди та можливість подивитися на Дельту Меконгу з висоти. На гору прокладена канатна дорога.

## Цікаві факти
Український герпетолог професор М. М. Щербак відвідуючи цю гору 1989 року, виявив на ній невідомий раніше вид гекону, який він згодом описав вперше для науки у 1994 році. Ящірка була названа на честь гори, де була виявлена, Gekko badenii (гекон баденський).